# Roses of Yesterday
Roses of Yesterday è un cortometraggio muto del 1913 diretto da Hardee Kirkland. Prodotto dalla Selig Polyscope Company e sceneggiato da Maibelle Heikes Justice, il film aveva come interpreti Lafe McKee, Jack Nelson, Caroline Frances Cooke, Edna Bunyea.

## Trama
John Ralston junior, chiamato familiarmente Jack, viene a New York insieme allo zio, John Ralston senior. Un giorno Jack trova per caso un grazioso ventaglio. Guardando, vede il nome della proprietaria, Cyrilla Drew, Glenridge, N.Y., e preso dal romanticismo, immaginando che non possa essere altro che una bella ragazza, le scrive un biglietto suggerendo di restituire il ventaglio di persona. Miss Drew è una donna raffinata e carina, nel fiore degli anni, che vive insieme alla nipote Margery in una casa di rose. Spinta anche lei dal romanticismo, risponde al messaggio di Jack dicendogli di venire. Senza dire niente allo zio, Jack si reca al romantico appuntamento.

Nel frattempo, la signorina Drew, spinta dai ricordi della sua giovinezza, si veste con un semplice abito, che aveva indossato l'ultima volta la sera, venti anni prima, quando litigava e si separava dal suo innamorato. Jack, avvicinandosi alla casa delle rose, vede Margery e, pensando che lei sia miss Drew, si innamora di questa visione di bellezza, restando molto deluso quando viene presentato alla vera proprietaria del ventaglio. Cerca di far buon viso a cattivo gioco ed è gentile con lei, ma poi dichiara il suo amore a Margery, rendendo felice la ragazza.

In seguito Miss Drew scrive a Jack un biglietto chiedendogli un incontro. Zio John, annusando un flirt, si reca lui all'appuntamento e quando trova miss Drew, rivede la sua "rosa" di ieri. I due camminano di nuovo nel vecchio giardino di rose, ricordando la loro giovinezza, il loro amore e la loro ultima separazione. Il sentimento che li univa si risveglia, travolgente. E le due coppie di innamorati si mettono d'accordo per fissare il giorno di un doppio matrimonio.

## Produzione
Il film fu prodotto dalla Selig Polyscope Company.

## Distribuzione
Distribuito dalla General Film Company, il film - un cortometraggio in una bobina - uscì nelle sale cinematografiche statunitensi il 28 aprile 1913.